# Cúmulos globulares de Palomar

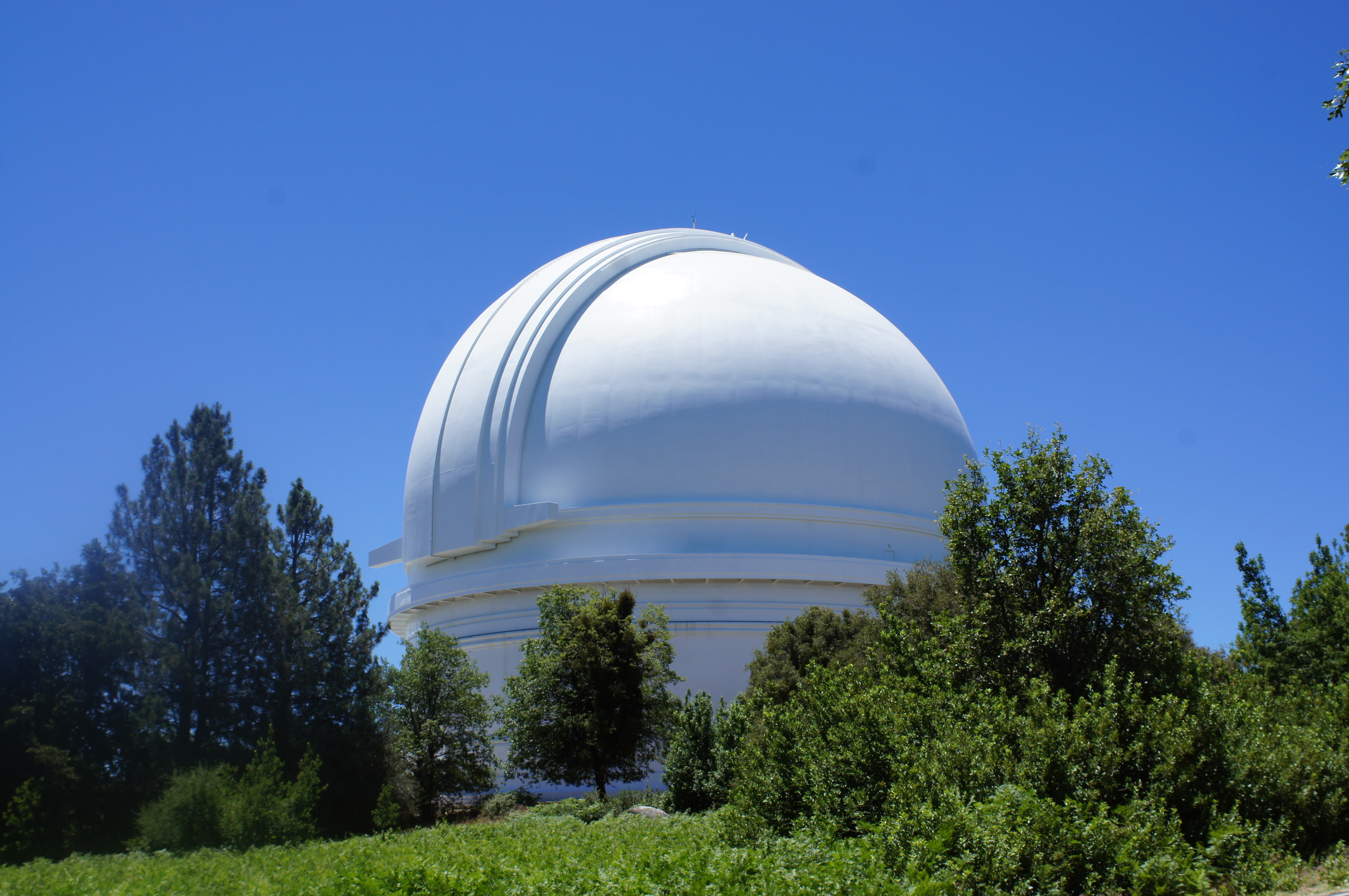
Telescopio Hale en el observatorio Palomar

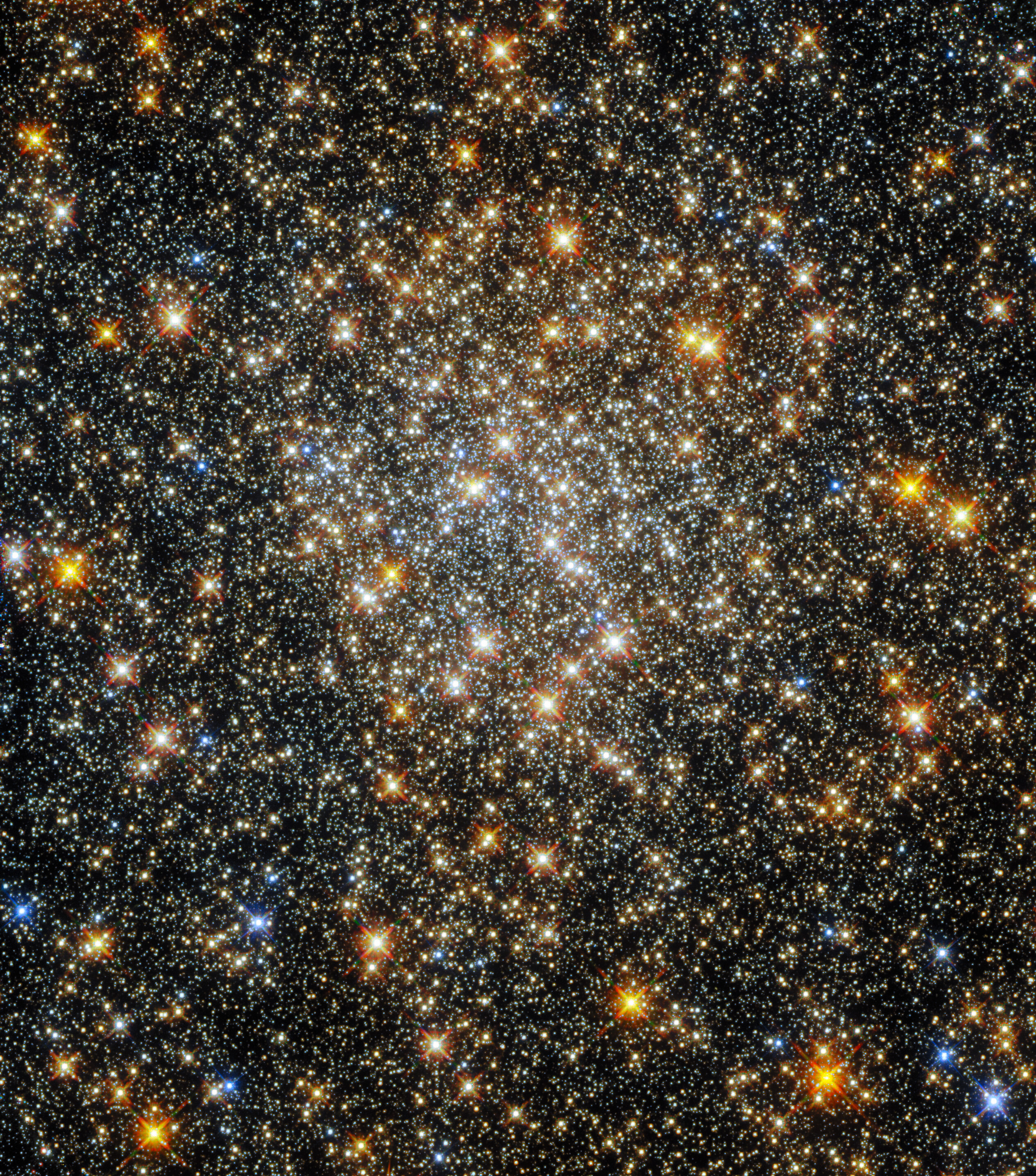
Foto de Palomar 6 tomada por el telescopio espacial Hubble

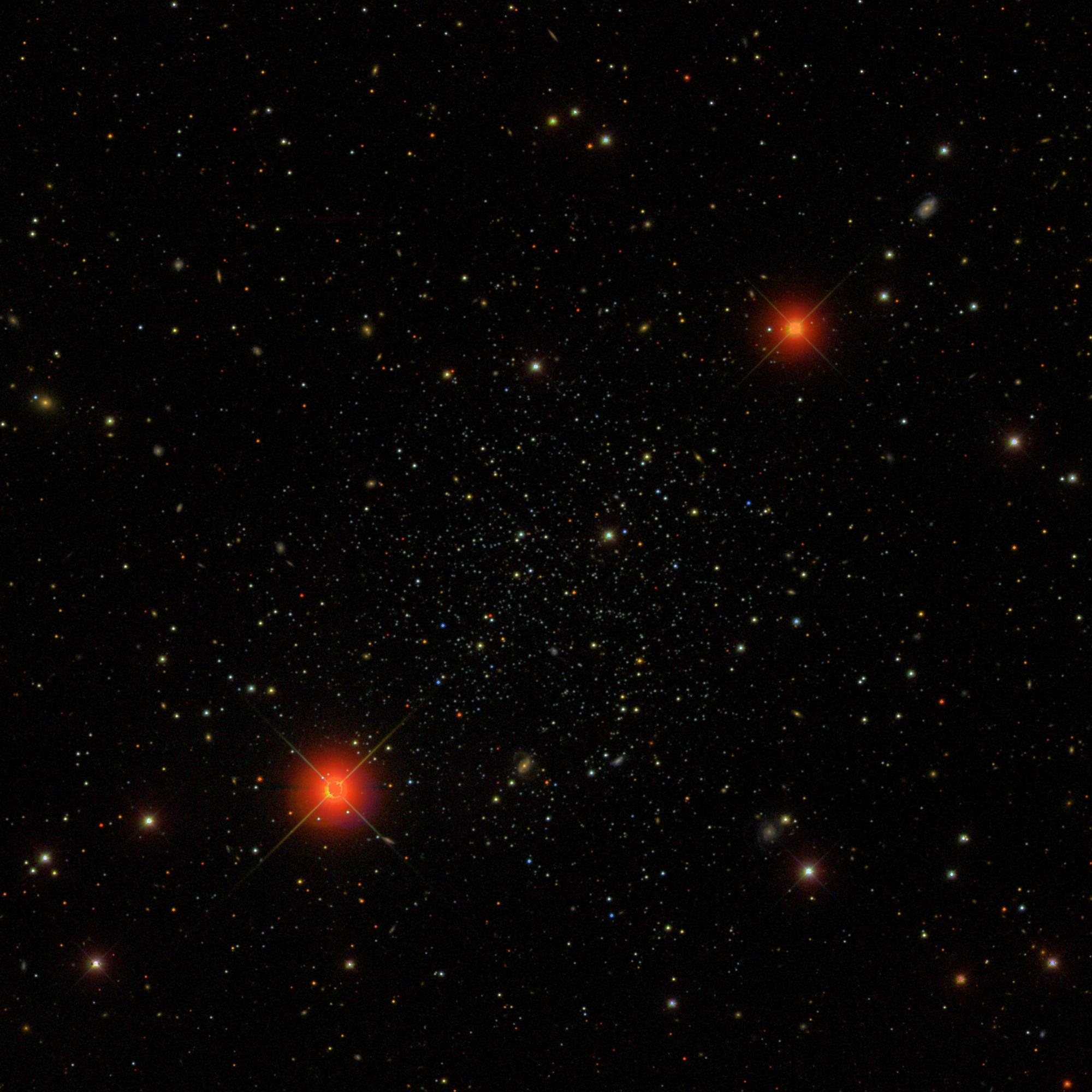
Palomar 5 ubicado entre las dos estrellas brillantes en las esquinas inferior izquierda y superior derecha.

Los cúmulos globulares de Palomar son algunos de los cúmulos globulares más débiles de la Vía Láctea, descubiertos en la década de 1950 en las placas fotográficas del primer sondeo astronómico del observatorio Palomar. En total existen 15 cúmulos globulares de Palomar, que incluyen Palomar 1, Palomar 2, Palomar 3, Palomar 4, Palomar 5, Palomar 6, Palomar 7, Palomar 8 Palomar 9, Palomar 10, Palomar 11, Palomar 12, Palomar 13, Palomar 14, y Palomar 15. Algunos, como Palomar 6, Palomar 7, Palomar 9, Palomar 10 y Palomar 11, son cúmulos de tamaño medio ubicados cerca, pero oscurecidos en nuestra línea de visión por el polvo cósmico. Otros, como Palomar 3, Palomar 4 y Palomar 14, son gigantes ubicados en el halo exterior de la Vía Láctea. El grado de dificultad en la observación varía mucho según el cúmulo.

## Historia
Los cúmulos se descubrieron bastante tarde debido a que son muy débiles, muy oscurecidos, están ubicados remotamente o tienen pocas estrellas miembros. Por esta razón, estos fueron descubiertos sólo con la enorme cámara Schmidt de 48 pulgadas del observatorio Palomar. Algunos de los astrónomos que identificaron estos objetos como cúmulos globulares incluyen a George Abell, Fritz Zwicky, Edwin Hubble, Halton Arp y Walter Baade. Todos excepto dos, Palomar 7 (IC1276) y Palomar 9 (NGC6717), nunca habían sido vistos antes. Palomar 9 fue observado por William Herschel el 7 de agosto de 1784 y Palomar 7 fue descubierto por primera vez por el astrónomo estadounidense Lewis Swift en 1889, y redescubierto de forma independiente por George Abell como parte de un estudio en 1952.

## Catálogo de los cúmulos globulares de Palomar
| Cúmulo Palomar | Constelación | Ascensión recta | Declinación   | Tamaño (minuto de arco) | Magnitud | Distancia al Sol (años luz) | Distancia desde el centro galáctico (años luz) |
| 1              | Cefeo        | 03h 33m 23.0s   | +79d:34m:50s  | 2.8                     | 13.18    | 35,6                        | 55,4                                           |
| 2              | Auriga       | 04h:46m:05.9s   | +31d:22m:51s  | 2.2                     | 13.04    | 90.0                        | 115,5                                          |
| 3              | Sextans      | 10h:05m:31.4s   | +00d:04m:17s  | 1.6                     | 14.26    | 302.3                       | 312,8                                          |
| 4              | Osa Mayor    | 11h:29m:16,8s   | +28d:58m:25s  | 1.3                     | 14.20    | 356.2                       | 364,6                                          |
| 5              | Serpens      | 15h:16m:05.3s   | -00d:06m:41s  | 8.0                     | 11.75    | 75,7                        | 60,7                                           |
| 6              | Ofiuco       | 17h:43m:42,2s   | -26d:13m:21s  | 1.2                     | 11.55    | 19.2                        | 7.2                                            |
| 7 (IC1276)     | Serpens      | 18h:10m:44,2s   | -07d:12m:27s  | 8.0                     | 10.34    | 17.6                        | 12.1                                           |
| 8              | Sagitario    | 18h:41m:29.9s   | -19d:49m:33s  | 5.2                     | 11.02    | 42.1                        | 18.3                                           |
| 9 (NGC6717)    | Sagitario    | 18h:55m:06.2s   | -22d:42m:03s  | 5.4                     | 9.28     | 23.1                        | 7.8                                            |
| 10             | Sagitario    | 19h:18m:02.1s   | +18d:34m:18s  | 4.0                     | 13.22    | 19.2                        | 20.9                                           |
| 11             | Aquila       | 19h:45m:14,4s   | -0,8d:00m:26s | 10                      | 9.80     | 42.4                        | 25,8                                           |
| 12             | Capricornio  | 21h:46m:38.8s   | -21d:15m:03s  | 2.9                     | 11,99    | 62.3                        | 51,9                                           |
| 13             | Pegaso       | 23h:06m:44.4s   | +12d:46m:19s  | 0,7                     | 13.80    | 84.1                        | 87.0                                           |
| 14             | Hércules     | 16h:11m:04.9s   | +14d:57m:29s  | 2.2                     | 14.74    | 241.0                       | 225.0                                          |
| 15             | Ofiuco       | 17h:00m:02.4s   | -00d:32m:31s  | 3.0                     | 14.00    | 145,5                       | 123,6                                          |
| -------------- | ------------ | --------------- | ------------- | ----------------------- | -------- | --------------------------- | ---------------------------------------------- |

## Observación visual
Pueden ser observados e identificados por astrónomos aficionados, aunque se requieren cielos oscuros y equipo de gran potencia. Los astrónomos los han observado utilizando telescopios de 17,5 pulgadas y más grandes. En general, existe una gran variabilidad en el nivel de dificultad para ver estos objetos; sin embargo, para una observación exitosa, se necesitan cielos sin contaminación lumínica y excelentes condiciones de visión junto con alta potencia (al menos 200 aumentos). Muchos de estos cúmulos son objetos pequeños y requieren que el observador sepa cómo navegar por el cielo con precisión y que dependa de la visión desviada cuando sea necesario. En algunos cúmulos se pueden distinguir estrellas individuales, mientras que otras parecen borrosas. Palomar 9 (NGC 6717) es el objeto más fácil de observar, mientras que Palomar 15 se considera el más difícil.